# Eubosmina coregoni
Eubosmina coregoni is een watervlooiensoort uit de familie van de Bosminidae. De wetenschappelijke naam van de soort is voor het eerst geldig gepubliceerd in 1857 door Baird.